# André-Paul Houbé
André-Paul Houbé est un homme politique français né le 12 octobre 1878 à La Chiffa, aujourd'hui Chiffa (Algérie) et décédé le 19 janvier 1933 à Dely Ibrahim (Algérie).

## Biographie
Avocat, conseiller général, il est député de l'Algérie française de 1912 à 1919, inscrit au groupe de la Gauche démocratique.

## Sources
- « André-Paul Houbé », dans le Dictionnaire des parlementaires français (1889-1940), sous la direction de Jean Jolly, PUF, 1960 [détail de l’édition]